# Belisario
Belisario és una tragèdia lirica o òpera en tres actes amb música de Gaetano Donizetti i llibret en italià de Salvadore Cammarano, basat en l'adaptació de Luigi Marchionni de l'obra Belisarius d'Eduard von Schenk. La trama es basa lliurement en la vida de Belisari, famós general romà d'Orient del segle vi. Es va estrenar amb èxit de públic i crítica el 4 de febrer de 1836 en el Teatre La Fenice de Venècia.

## Origen i context
Belisario va succeir a Lucia di Lammermoor i Maria Stuarda. Així com aquestes dues últimes òperes se segueixen representant avui en dia, Belisario ha quedat com una raresa que pràcticament no es representa en cap teatre d'òpera del món.

## Argument
L'òpera Belisario es divideix en tres parts, la primera porta el nom de Triomf, la segona, Exili i la tercera, Mort. Narra els últims anys de vida del general romà d'Orient Belisari al servei de l'emperador Justinià. Belisari és falsament acusat per la seva dona Antonina i pel cap de la guarda imperial Eutropi, d'haver deixat morir el seu fill, Alessi, quan tot just era un nadó. Justinià el desterra i a més fa que li treguin els ulls. A Belisari només li queda la companyia de la seva filla Irene que l'acompanya. Després de diverses vicissituds, resulta que es descobreix que un antic presoner de Belisari, Alamiro, és en realitat el fill de Belisari i Antonina. Belisari i Alamiro s'uneixen per lluitar per Grècia en contra dels alans i búlgars. Belisari és ferit en la contesa, i quan està a punt de morir, apareix Antonina, presa del remordiment, afirmant la innocència de Belisari. Abans de morir, demana a l'emperador que es faci càrrec dels seus fills.